# 普罗特斯
普罗特斯是奥地利下奥地利州根瑟恩多夫县的一个市镇。总面积13.7平方公里，总人口1314人，人口密度95.9人/平方公里（2005年）。